# Савана
Саване су травне заједнице тропског и суптропског поднебља, са ретким дрвећем и грмљем, које се биогеографски простиру између области тропских кишних шума и пустиња. Типичан пример су саване у источној Африци, са својим разноликим животињским светом и препознатљивом вегетацијом (нарочито по високим акацијама са пљоснатом крошњом). Савана би у дословном преводу значила „широка равница“.
Разграничења у односу на степе и сушне шуме се постављају на разне начине. У поређењу са травним стаништима умерених подручја, саване су изузетно разноврсне. У неким је дрвеће ретко и врло удаљено, док у другим ствара ретке шуме, које се постепено развијају у шумска подручја. Дрвеће снажно утиче на животиње саване, јер им пружа разноврсну исхрану која обухвата дрво, лишће, цвет и семе, а истовремено омогућава заклон и место за размножавање многим животињама које живе изнад тла. Равнотежа између дрвећа и трава је врло осетљива и најчешће зависи од животиња.На пример, слонови уништавају дрвеће тако што га савијају и руше како би допрли до лишћа. Са друге стране, они дрвећу помажу да се размножава, јер са храном уносе семење које пролази кроз цревни канал, и са изметом-идеалним медијумом за раст семена-бива избачено. Сисари који брсте често уништавају дрвеће откидајући младице пре него што се развију. И ватра контролише раст дрвећа,а њен утицај је још снажнији на местима где дрвеће расте густо.
Саване одржавају отворене крошње упркос великој густини дрвећа. Често се верује да саване карактеришу широко размакнута, раштркана стабла. Међутим, у многим саванама, густина дрвећа је већа и дрвеће је правилније распоређено него у шумама. Јужноамеричке саване сераду сенсу стрикто типа  и густог серада обично имају густину дрвећа сличну или већу од оне која се налази у јужноамеричким тропским шумама, са саванама у распону од 800–3300 стабала по хектару (стабала/ha) и суседне шуме са 800–2000 стабала/ha. Слично, гвинејска савана има 129 стабала/ha, у поређењу са 103 за приобалне шуме, док склерофилне шуме источне Аустралије имају просечну густину дрвећа од приближно 100 по хектару, што је упоредиво са саванама у истом региону.
Саване такође карактерише сезонска доступност воде, при чему је већина падавина ограничена на једну сезону; оне су повезане са неколико типова биома и често су у прелазној зони између шуме и пустиње или пашњака. Саване покривају око 20% Земљине површине.

## Дистрибуција
Многи травнати предели и мешовите заједнице дрвећа, жбуња и трава описани су као саване пре средине 19. века, када се усталио концепт климе тропске саване. Кепенов систем класификације климе био је под јаким утицајем ефеката температуре и падавина на раст дрвећа, а његове сувише поједностављене претпоставке су резултирале концептом класификације тропске саване, што је довело до тога да се сматра формацијом „климатског климакса“. Уобичајено значење за описивање вегетације сада је у сукобу са поједностављеним, али широко распрострањеним значењем климатског концепта. Дивергенција је понекад узроковала да области као што су велике саване северно и јужно од река Конго и Амазона буду искључене из мапираних категорија савана.
Назив „јаловина“ (енгл. Barrens) се користи скоро наизменично са саваном у различитим деловима Северне Америке. Понекад се савана средњег запада описивала као „пашњак са дрвећем“. Различити аутори дефинишу доње границе покривености дрвећа саване као 5–10%, а горње границе се крећу од 25–80% површине.
Два фактора заједничка за сва саванска окружења су варијације падавина из године у годину и шумски пожари у сушној сезони. У Америци, нпр. у Белизу, Централна Америка, вегетација саване је слична од Мексика до Јужне Америке и Кариба.
У многим великим тропским областима, доминантни биом (шума, савана или травњак) не може се предвидети само климом, пошто историјски догађаји такође играју кључну улогу, на пример, активност пожара. У неким областима, заиста, могуће је да постоји више стабилних биома.

## Годишња доба у савани
На пространим афричким равницама смењују се два годишња доба. Лето је кишовито и влажно. Тада се савана зелени од високе траве и олисталог дрвећа. Зима је веома топла и без падавина, па је све суво. Тада дрвеће збацује лишће а траве се суше и прелазе у фазу мировања, која траје до следећег лета. Током влажног, летњег периода, животиње које се хране биљкама ретко пате због недостатка хране, док у сувом, зимском периоду, постоји велика опасност од умирања због глади, па се тада многе животиње селе у потрази за храном и водом.

## Галерија
- Галерија саване
- Афрички лешинари, попут сивоглавог супа са висине посматрају богатство дивљег света
- Жирафин необично високи домет учинио је да већина дрвећа у саванама добије облик кишобрана
- Птице попут нојева бораве у саванама где трчање представља ефикасан начин бекства
- Гепард напада на отвореном,па његова способност убијања зависи више од брзине него од снаге
- Термити односе биљне материје под земљу и доприносе обнављању виталних супстанци
- Савана у Аустралији
- Савана у Америци
- Савана у Африци
- Слон у афричкој савани
- Лав у афричкој савани
- Антилопа
- Зебре
- Тигар у савани, илустрација